# Linda Gustavson
Linda Lee Gustavson, née le 30 novembre 1949 à Santa Cruz (Californie), est une nageuse américaine.

## Biographie
Aux Jeux olympiques d'été de 1968 à Mexico, Linda Gustavson remporte la médaille d'or à l'issue de la finale du relais 4x100 mètres nage libre. Elle est aussi médaillée d'argent sur 400 mètres nage libre et médaillée de bronze sur 100 mètres nage libre.